# Voetbalelftal van Trinidad en Tobago (vrouwen)
Het vrouwenvoetbalelftal van Trinidad en Tobago is een voetbalteam dat Trinidad en Tobago vertegenwoordigt in internationale wedstrijden, zoals het Noord-Amerikaans kampioenschap.
Het elftal van Trinidad en Tobago is een van de meest succesvolle vrouwenelftallen uit het Caraïbisch gebied, naast Jamaica en Haïti. Het team speelt zijn thuiswedstrijden in het Hasely Crawfordstadion (voor belangrijke wedstrijden), de Queen's Park Oval (WK-kwalificatiewedstrijden) of het Marvin Leestadion (overige wedstrijden).

## Prestaties op eindronden

### Wereldkampioenschap
| Jaar   | Resultaat           | Wed                 | W                   | G                   | V                   | DV                  | DT                  |
| ------ | ------------------- | ------------------- | ------------------- | ------------------- | ------------------- | ------------------- | ------------------- |
| 1991   | Niet gekwalificeerd | Niet gekwalificeerd | Niet gekwalificeerd | Niet gekwalificeerd | Niet gekwalificeerd | Niet gekwalificeerd | Niet gekwalificeerd |
| 1995   | Niet gekwalificeerd | Niet gekwalificeerd | Niet gekwalificeerd | Niet gekwalificeerd | Niet gekwalificeerd | Niet gekwalificeerd | Niet gekwalificeerd |
| 1999   | Niet gekwalificeerd | Niet gekwalificeerd | Niet gekwalificeerd | Niet gekwalificeerd | Niet gekwalificeerd | Niet gekwalificeerd | Niet gekwalificeerd |
| 2003   | Niet gekwalificeerd | Niet gekwalificeerd | Niet gekwalificeerd | Niet gekwalificeerd | Niet gekwalificeerd | Niet gekwalificeerd | Niet gekwalificeerd |
| 2007   | Niet gekwalificeerd | Niet gekwalificeerd | Niet gekwalificeerd | Niet gekwalificeerd | Niet gekwalificeerd | Niet gekwalificeerd | Niet gekwalificeerd |
| 2011   | Niet gekwalificeerd | Niet gekwalificeerd | Niet gekwalificeerd | Niet gekwalificeerd | Niet gekwalificeerd | Niet gekwalificeerd | Niet gekwalificeerd |
| 2015   | Niet gekwalificeerd | Niet gekwalificeerd | Niet gekwalificeerd | Niet gekwalificeerd | Niet gekwalificeerd | Niet gekwalificeerd | Niet gekwalificeerd |
| 2019   | Niet gekwalificeerd | Niet gekwalificeerd | Niet gekwalificeerd | Niet gekwalificeerd | Niet gekwalificeerd | Niet gekwalificeerd | Niet gekwalificeerd |
| 2023   | Niet gekwalificeerd | Niet gekwalificeerd | Niet gekwalificeerd | Niet gekwalificeerd | Niet gekwalificeerd | Niet gekwalificeerd | Niet gekwalificeerd |
| Totaal | 0/9                 | 0                   | 0                   | 0                   | 0                   | 0                   | 0                   |

### Olympische Spelen
| Jaar   | Resultaat           | Wed                 | W                   | G                   | V                   | DV                  | DT                  |
| ------ | ------------------- | ------------------- | ------------------- | ------------------- | ------------------- | ------------------- | ------------------- |
| 1996   | Niet gekwalificeerd | Niet gekwalificeerd | Niet gekwalificeerd | Niet gekwalificeerd | Niet gekwalificeerd | Niet gekwalificeerd | Niet gekwalificeerd |
| 2000   | Niet gekwalificeerd | Niet gekwalificeerd | Niet gekwalificeerd | Niet gekwalificeerd | Niet gekwalificeerd | Niet gekwalificeerd | Niet gekwalificeerd |
| 2004   | Niet gekwalificeerd | Niet gekwalificeerd | Niet gekwalificeerd | Niet gekwalificeerd | Niet gekwalificeerd | Niet gekwalificeerd | Niet gekwalificeerd |
| 2008   | Niet gekwalificeerd | Niet gekwalificeerd | Niet gekwalificeerd | Niet gekwalificeerd | Niet gekwalificeerd | Niet gekwalificeerd | Niet gekwalificeerd |
| 2012   | Niet gekwalificeerd | Niet gekwalificeerd | Niet gekwalificeerd | Niet gekwalificeerd | Niet gekwalificeerd | Niet gekwalificeerd | Niet gekwalificeerd |
| 2016   | Niet gekwalificeerd | Niet gekwalificeerd | Niet gekwalificeerd | Niet gekwalificeerd | Niet gekwalificeerd | Niet gekwalificeerd | Niet gekwalificeerd |
| 2020   | Niet gekwalificeerd | Niet gekwalificeerd | Niet gekwalificeerd | Niet gekwalificeerd | Niet gekwalificeerd | Niet gekwalificeerd | Niet gekwalificeerd |
| 2024   | Niet gekwalificeerd | Niet gekwalificeerd | Niet gekwalificeerd | Niet gekwalificeerd | Niet gekwalificeerd | Niet gekwalificeerd | Niet gekwalificeerd |
| Totaal | 0/8                 | 0                   | 0                   | 0                   | 0                   | 0                   | 0                   |

### Noord-Amerikaans kampioenschap
| Jaar   | Resultaat     | Wed | W | G | V  | DV | DT  |
| ------ | ------------- | --- | - | - | -- | -- | --- |
| 1991   | Derde plaats  | 5   | 2 | 1 | 2  | 8  | 20  |
| 1993   | Vierde plaats | 3   | 0 | 0 | 3  | 0  | 20  |
| 1994   | Vierde plaats | 4   | 1 | 1 | 2  | 6  | 20  |
| 1998   | Groepsfase    | 3   | 1 | 1 | 1  | 5  | 6   |
| 2000   | Groepsfase    | 3   | 0 | 1 | 2  | 2  | 24  |
| 2002   | Groepsfase    | 3   | 0 | 0 | 3  | 2  | 9   |
| 2006   | Eerste ronde  | 1   | 0 | 0 | 1  | 0  | 3   |
| 2010   | Groepsfase    | 3   | 1 | 0 | 2  | 4  | 4   |
| 2014   | Vierde plaats | 5   | 2 | 1 | 2  | 6  | 7   |
| 2018   | Groepsfase    | 3   | 0 | 0 | 3  | 1  | 14  |
| 2022   | Groepsfase    | 3   | 0 | 0 | 3  | 0  | 11  |
| Totaal | 11/11         | 36  | 7 | 5 | 24 | 34 | 138 |

### Pan-Amerikaanse Spelen
| Jaar   | Resultaat  | Wed | W | G | V | DV | DT |
| ------ | ---------- | --- | - | - | - | -- | -- |
| 1999   | Groepsfase | 4   | 0 | 0 | 4 | 3  | 23 |
| 2011   | Groepsfase | 3   | 0 | 1 | 2 | 1  | 5  |
| 2015   | Groepsfase | 3   | 0 | 2 | 1 | 4  | 6  |
| Totaal | 3/6        | 10  | 0 | 3 | 7 | 8  | 34 |

## FIFA-wereldranglijst
Betreft klassering aan het einde van het jaar
| 2003 | 2004 | 2005 | 2006 | 2007 | 2008 | 2009 | 2010 | 2011 | 2012 | 2013 | 2014 | 2015 | 2016 | 2017 | 2018 | 2019 | 2020 | 2021 | 2022 |
| ---- | ---- | ---- | ---- | ---- | ---- | ---- | ---- | ---- | ---- | ---- | ---- | ---- | ---- | ---- | ---- | ---- | ---- | ---- | ---- |
| 40   | 39   | 39   | 39   | 44   | 41   | 43   | 43   | 48   | 48   | 46   | 45   | 48   | 46   | 48   | 58   | 72   | 67   | 73   | 75   |

## Selecties

### Huidige selectie
Deze spelers werden geselecteerd voor het CONCACAF-kampioenschap vrouwen 2022.
| Doel                      |                       |                               |
| 1                         | Kimika Forbes         | Geen                          |
| 21                        | Tenesha Palmer        | Police F.C.                   |
| 22                        | Klil Keshwar          | St. Francis Brooklyn Terriers |
| Verdediging               |                       |                               |
| 2                         | Chelsi Jadoo          | Valadares Gaia Futebol Clube  |
| 3                         | Cecily Stoute         | Georgia Bulldogs              |
| 4                         | Rhea Belgrave         | Police F.C.                   |
| 5                         | Shaunalee Govia       | Geen                          |
| 7                         | Liana Hinds           | Hibernian FC                  |
| 8                         | Victoria Swift        | Geen                          |
| 13                        | Amaya Ellis           | Johns Hopkins Blue Jays       |
| 20                        | Lauryn Hutchinson     | Geen                          |
| Middenveld                |                       |                               |
| 7                         | Kédie Johnson         | FIU Panthers                  |
| 10                        | Asha James            | West Texas A&M Buffaloes      |
| 12                        | Chelcy Ralph          | Ball State Cardinals          |
| 14                        | Karyn Forbes          | Police F.C.                   |
| 18                        | Maria-Frances Serrant | Corban Warriors               |
| 23                        | Sarah De Gannes       | Western Illinois Leathernecks |
| Aanval                    |                       |                               |
| 9                         | Brianna Austin        | Florida Atlantic Owls         |
| 11                        | Raenah Campbell       | Geen                          |
| 15                        | Tori Paul             | Maryland Terrapins            |
| 16                        | Cayla McFarlane       | Harvard Crimson               |
| 17                        | Jolie St. Louis       | Seattle Redhawks              |
| 19                        | Maya Matouk           | Police F.C.                   |
| Bondscoach: Kenwyne Jones |                       |                               |